# ربکا (جورجیا)
ربکا، جورجیا (به انگلیسی: Rebecca, Georgia) یک شهر در ایالات متحده آمریکا با جمعیت ۲۴۶ نفر است که در جورجیا واقع شده‌است.

## موقعیت جغرافیایی
موقعیت جغرافیایی شهرها و مناطق اطراف به شرح زیر است: